# Юлайгурт
Юлайгу́рт — деревня в Игринском районе Республики Удмуртии Российской Федерации.

## География
Деревня находится в центральной части республики, в зоне хвойно-широколиственных лесов, в пределах Верхнекамской возвышенности, при автодороге 94К-35, на расстоянии примерно 7 километров (по прямой) к северо-западу от посёлка Игра, административного центра района.
В деревне имеется одна улица — Молодёжная.

### Климат
Климат характеризуется как умеренно континентальный, с продолжительной холодной многоснежной зимой и относительно коротким тёплым летом. Среднегодовая многолетняя температура воздуха составляет 2,7 °С. Средняя температура воздуха самого тёплого месяца (июля) — 18,7 °C (абсолютный максимум — 36,6 °C); самого холодного (января) — −13,5 °C (абсолютный минимум — −47,5 °C). Среднегодовое количество атмосферных осадков составляет около 500 мм, из которых большая часть выпадает в тёплый период.

## История
С 2004 по 2021 годы входила в состав Факельского сельского поселения. После его упразднения с 18 апреля 2021 года входит в муниципальный округ Игринский район.

## Население
| 2010 | 2012 |
| ---- | ---- |
| 68   | ↘65  |

## Инфраструктура
Личное подсобное хозяйство с зоной сельскохозяйственного использования, индивидуальная застройка усадебного типа.
Деревообрабатывающее предприятие.

## Транспорт
Деревня доступна автотранспортом. Автобусное сообщение с райцентром. Остановка общественного транспорта «Юлайгурт».